# Dasineura festucae
Dasineura festucae är en tvåvingeart som först beskrevs av Barnes 1939.  Dasineura festucae ingår i släktet Dasineura och familjen gallmyggor. Inga underarter finns listade i Catalogue of Life.